# Die Kehrseite des Dollars
Die Kehrseite des Dollars (im englischen Original: The Far Side of the Dollar) ist ein Kriminalroman von Ross Macdonald. Die Originalausgabe erschien 1965 bei Alfred A. Knopf in New York; die deutsche Übersetzung (von Günter Eichel) 1971 beim Diogenes Verlag in Zürich. 1965 zeichnete die Crime Writers' Association (CWA) diesen Roman mit dem Gold Dagger Award in der Kategorie bester Kriminalroman des Jahres aus.

## Inhalt
Tom Hillmann, ein Junge aus gutem Hause,  ist aus einem Heim für schwer erziehbare Jugendliche ausgerissen. Der Privatdetektiv Lew Archer bekommt vom Direktor den Auftrag, nach ihm zu suchen. Wie so häufig bei Ross Macdonald führen die Nachforschungen weit in die Vergangenheit zurück und enthüllen Verstrickungen, die zum Tod von zwei Menschen führen.
Der Farmer Harley und seine Frau ziehen in Idaho zwei Söhne groß, Mike und Harold. Beide leiden unter den Gewaltausbrüchen des psychisch labilen und bigotten Vaters. Mike flüchtet mit 17 Jahren aus der Familie und bekommt die Hilfe des Sportlehrers Robert Brown angeboten, doch bald darauf flieht er mit dessen 15-jähriger Tochter Carol. Sie landen in Kalifornien und heiraten; Mike wird schon bald zur US-Marine eingezogen. Er dient im Pazifikkrieg unter dem Captain Ralph Hillman, begeht im Dienst aber einen schweren Diebstahl. Carol bittet Captain Hillman um Hilfe, damit Mike nicht ins Gefängnis muss, und Hillman erreicht, dass Mike nur unehrenhaft entlassen wird. Zum Dank verbringt Carol eine Nacht mit Hillman, in der sie ein Kind zeugen, Tom. Um den Seitensprung zu vertuschen, adoptiert Ralph Hillman das Kind mit Hilfe eines Arztes, der unter ihm auf dem Schiff diente. Seine Frau Elaine lässt er im Glauben, das Kind sei von einem unbekannten Paar, und macht ihr weis, er wäre steril. 
17 Jahre später, im Jahr 1963, hat der junge Tom große Zweifel an seiner Herkunft; zudem leidet er unter der Verlogenheit seines reichen Elternhauses, das seine musischen Fähigkeiten rigide unterdrückt. Er verkehrt in einer Musikkneipe mit jungen Jazzmusikern. Dort begegnet er seiner wirklichen Mutter Carol, die Mike als Köder auf Tom angesetzt hat, um seinen Vater zu erpressen. Als der Streit im Elternhaus Toms eskaliert, steckt ihn sein Vater in eine Schule für erziehungsschwierige Jugendliche, aus der er bereits nach einer Woche ausbricht. Lew Archer wird  damit beauftragt, nach Tom zu suchen. Im Laufe der Ermittlungen kann Archer die Vergangenheit der Hillmans und der Harleys aufklären. Mit Hilfe seiner leiblichen Mutter taucht Tom unter und landet mit Mike Harley und dessen Freund, einem Mr. Sipe, in dem heruntergekommenen Barcelona Hotel, just dem Ort, in dem er 1945 gezeugt wurde. Während Archer nach Tom sucht, findet er Carol in einem schäbigen Motel, zusammengeschlagen und ermordet. Als er Mr. Sipe im Barcelona Hotel zur Rede stellen will, ertappt er ihn, wie er gerade den toten Mike Harley begraben will, in dem ein Messer steckt, das Tom gehört. Im Zuge der weiteren Ermittlungen kann Lew Archer beweisen, dass Elaine Hillman sowohl Carol als auch Mike ermordet hat.   
Der Roman ist in der Ich-Perspektive geschrieben.

## Ausgaben
- Die Kehrseite des Dollars. Kriminalroman („The Far Side of the Dollar“). Neuaufl. Diogenes Verlag, Zürich 2001, ISBN 3-257-20877-4.
- The Far Side of the Dollar. A Lew-Archer-Novel. Allison & Busby, London 1990, ISBN 0-85031-754-1.